# همه هلهله‌چی‌ها می‌میرند
همه هلهله‌چی‌ها می‌میرند (به انگلیسی: All Cheerleaders Die) یک فیلم کمدی ترسناک آمریکایی محصول ۲۰۱۳ به نویسندگی و کارگردانی لاکی مک‌کی و کریس سیورتسون است. این یک بازسازی از فیلم سال ۲۰۰۱ آنها به همین نام است. این فیلم درواقع به روابط مابین بازیکنان فوتبال و دسته‌ای از دختران می‌پردازد که با رقص و خواندن آهنگ از تیم خاصی طرفداری می‌کنند و اصطلاحاً به آنها «هلهله‌چی» گفته می‌شود.

## انتشار
این فیلم اولین نمایش جهانی خود را در ۵ سپتامبر ۲۰۱۳ در جشنواره بین‌المللی فیلم تورنتو داشت و در ژوئن ۲۰۱۴ اکران محدودی در سینما داشت.

## بازخوردها
استقبال انتقادی از این فیلم متفاوت بوده‌است. این فیلم بر اساس ۴۲ نقد، با میانگین امتیاز ۴٫۹ از ۱۰ در سایت راتن تومیتوز دارای امتیاز ۴۸ درصدی است.
در متاکریتیک بر اساس ۱۲ منتقد، میانگین وزنی امتیاز ۴۵ از ۱۰۰ را به فیلم می‌دهد که نشان‌دهنده «نقدهای متضاد یا متوسط» است.